# Bartonellose
Die Bartonellosen sind eine Gruppe seltener bakterieller Infektionskrankheiten, die durch Vertreter der Gattung Bartonella verursacht werden. Die Bartonellosen werden überwiegend von Tieren auf den Menschen übertragen und gehören damit zur Gruppe der Zoonosen. Ihr Name leitet sich von Alberto Barton, dem Entdecker des Erregers, ab.

## Liste der Bartonellosen und Überträger
Bartonellenarten sind an einen oder wenige Säugetiere angepasst. Menschen sind der natürliche Wirt für B. bacilliformis und B. quintana, die von ihnen ausgelösten Krankheiten sind seit langem bekannt. 1990 wurde mit B. henselae eine weitere humanpathogene Bartonellenart nachgewiesen, mittlerweile sind mehr als zehn Bartonellenarten bekannt, die potentiell humanpathogen sind.
| Erreger                  | Erkrankung                                                   | Vorkommen               | Überträger (Vektor)     |
| ------------------------ | ------------------------------------------------------------ | ----------------------- | ----------------------- |
| Bartonella bacilliformis | Oroya-Fieber, Peru-Warzen                                    | Südamerika              | Sandfliege              |
| Bartonella quintana      | Wolhynisches Fieber Bazilläre Angiomatose                    | Amerika, Europa, Afrika | Läuse                   |
| Bartonella henselae      | Katzenkratzkrankheit Peliosis hepatis, Bazilläre Angiomatose | weltweit                | Katzen oder Katzenflöhe |
| Bartonella rochalimaea   | Fieber, Hautläsionen, Splenomegalie                          | Peru                    |                         |
| Bartonella elisabethae   | Infektiöse Endokarditis                                      | Europa, USA, Asien      | unbekannt               |
| Bartonella clarridgeiae  | CSD, Sepsis, Endokarditis                                    | Europa, USA, Asien      |                         |
| Bartonella keohlerae     | CSD, Endokarditis                                            | USA                     |                         |
| Bartonella vinsonii      | Fieber, Muskel- und Gelenkschmerzen, Endokarditis            | Europa, USA             |                         |
| Bartonella washoensis    | Fieber, Myokarditis                                          | USA                     |                         |

Bartonella henselae und Bartonella quintana könne zudem disseminierte Infektionen, etwa die ZNS-Erkrankungen Meningitis und Enzephalitis, verursachen und wie Bartonella elizabethae eine Endokarditis.

## Eigenschaften der BakteriengattungBartonella
Alle Bakterien dieser Gattung sind gramnegativ und aerob. Die Zellen sind stäbchenförmig und klein (man findet Größenangaben zwischen 0.4 × 1,0 μm und 0,6 × 1,5 μm). Die Art B. bacilliformis bewegt sich mit Hilfe von Flagellen fort, die Arten B. quintana und B. henselae mit Pili. Man findet sie meist innerhalb von Endothelzellen oder roten Blutkörperchen (Erythrozyten), aber auch auf deren Zellwänden. Sie sind somit, im Gegensatz zu Rickettsien, nicht obligat intrazellulär, sie können auch außerhalb der Wirtszellen überleben. Somit ist eine Kultivierung auf künstlichem Nährboden möglich. Für eine sichere Unterscheidung der Arten werden PCR-Tests durchgeführt.
Fast alle Antibiotika-Gruppen sind gegen Bartonella einsetzbar.

## Systematik vonBartonella
Bartonella gehört zu der Familie Bartonellaceae, welche früher zusammen mit den Rickettsiaceae (Rickettsien) zur Ordnung Rickettsiales gestellt wurde. Aktuell wird Bartonellaceae der Ordnung Rhizobiales zugeordnet. Die Bartonellosen wurden aufgrund der früheren Systematik als sehr eng verwandt mit den Rickettsiosen angesehen. Die Arten B. quintana und B. henselae wurden früher unter der Gattung Rochalimea aufgeführt.